# Fair Play (film)
Fair Play – czesko–słowacko–niemiecki dramat filmowy z 2014 roku w reżyserii Andrei Sedláčkovej.
Film został zgłoszony jako oficjalny czeski kandydat do Oscara dla najlepszego filmu nieanglojęzycznego, ale nie uzyskał nominacji.

## Fabuła
Akcja filmu rozgrywa się w latach 80. w komunistycznej Czechosłowacji. Sprinterka Anna trafia do centralnego ośrodka szkoleniowego przygotowującego ekipę Czechosłowacji na Igrzyska Olimpijskie. W ośrodku Anna zakochuje się w Tomašu. Trenerzy Anny bez jej wiedzy podają biegaczce sterydy, co wywołuje u niej poważne problemy zdrowotne. Matka zdaje sobie sprawę, że córka może wykorzystać wyjazd na igrzyska, by uciec z kraju i traktuje podawanie sterydów jako zło konieczne.

## Obsada
- Judit Bárdos jako Anna (dubbing Berenika Kohoutová)
- Anna Geislerová jako Irena, matka Anny
- Roman Luknár jako trener Bohdan
- Eva Josefíková jako Martina
- Ondřej Novák jako Tomáš
- Roman Zach jako Marek Kříž
- Igor Bareš jako Novotný
- Ondřej Malý jako lekarz sportowy
- Taťjána Medvecká jako lekarka
- Jiří Wohanka jako Kracík
- Ondřej Malý jako Pavelka
- Michaela Pavlátová jako matka Tomáša
- Pavel Langer jako ojciec Tomáša
- Šárka Kavanová jako funkcjonariuszka bezpieki
- Slávek Bílský
- Vlastina Svátková

## Produkcja
Zdjęcia kręcono w Pradze, Bratysławie, w słowackich Tatrach Wysokich (kraj preszowski), w Chemnitz i w Dreźnie.